# Bouscarle de Knysna
Bradypterus sylvaticus
Espèce
Statut de conservation UICN

 VU B1ab(i,ii,iii,iv,v);C2a(i) : Vulnérable
La Bouscarle de Knysna (Bradypterus sylvaticus) est une espèce d'oiseaux de la famille des Locustellidae.

## Répartition
Elle est endémique à l'Afrique du Sud. Il en reste une petite population qui est probablement en déclin. Elle a un cri distinctif qui peut être utilisé pour l'appeler et la voir. Une petite population d'environ 40 couples vit sur le versant oriental de la Montagne de la Table, au Cap.
La plupart des territoires de reproduction sont dans la végétation dense le long des ruisseaux. Les nids sont situés très près du sol. Elles sont peut-être très philopatriques - l'un des trois oisillons bagués a été observé un an plus tard occupant le territoire de ses parents. Elle peut effectuer des migrations locales.